# NN-196
La carretera NN-196 es una vía departamental secundaria ubicada en el departamento de Carazo. Posee una longitud de 5.32 kilómetros y conecta el sector de La Boquita con la comunidad costera de Casares. Esta ruta fue habilitada en 2024 con el objetivo de mejorar el acceso turístico y comercial entre ambas localidades.

## Trazado y cruces
El siguiente cuadro muestra el recorrido estimado de la carretera NN-196:
| km  | Localidad  | Departamento | Conexión / Ruta |
| --- | ---------- | ------------ | --------------- |
| 0.0 | La Boquita | Carazo       | NIC 17          |
| 5.3 | Casares    | Carazo       |                 |